# Lusztyk (Ruszkowice)
Lusztyk – zniesiona nazwa przysiółka wsi Ruszkowice w Polsce, położony w województwie mazowieckim, w powiecie przysuskim, w gminie Borkowice.
Nazwa miejscowości została zniesiona z 2022 r.
W latach 1975–1998 przysiółek administracyjnie należał do województwa radomskiego.